# Дидон, Анри
Анри́ Дидо́н (фр. Henri Didon; 17 марта 1840, Ле-Туве — 13 марта 1900, Тулуза) — доминиканский монах, французский проповедник и писатель; известный поборник идеи занятий спортом, соратник Пьера де Кубертена по возрождению Олимпийских игр; автор девиза Игр «Быстрее, выше, сильнее» (Citius, Altius, Fortius).

## Биография
Известен своими проповедями в церкви св. Жермен-де-Пре в Париже, в которых он стремился согласовать христианство с современными философскими и политическими доктринами. Особенное внимание обратила на себя его беседа на тему «Что есть монах» (Ou’est-ce qu’un moine?, 1868), в которой Дидон доказывал, что демократическое движение — плод христианства.
С 1872—1876 г. жил в Марселе, затем был приором в Париже. К этому времени относится целый ряд его бесед: «L’homme selon la science et la foi» (1875); «La science sans Dieu» (1878); «L’Eglise devant la société moderne» (1879) и др. Его сочинение о разводе «Indissolubilité et divorce» (1880) наделало немало шуму. В 1884 году он издал интересное сочинение, посвященное пребыванию его в Германии: «Les Allemands». Для задуманного им обширного труда о жизни Иисуса Христа он в 1883 году посетил Палестину. Результатом было сочинение «Jésus Christ» (1890). В начале 1890 года был назначен директором коллежа в Аркёй (Arcueil) .

## Труды
- «Иисус Христос». Русский перевод — Изд: Терра. ISBN 5-300-01898-8; 1998 г.